# ناتانبی
ناتانبی (به گرجی: ناტანები) یک رود در گرجستان است که در گوریا واقع شده‌است. این رود در نزدیکی شکوتیلی به دریای سیاه می‌ریزد. درازای آن ۶۰ کیلومتر (۳۷ مایل) است و دارای حوضه زهکشی ۶۵۷ کیلومتر مربع (۲۵۴ مایل مربع) است.